# Vulpes vulpes bangsi
Vulpes vulpes bangsi es una subespecie de  mamíferos carnívoros  de la familia Canidae.

## Distribución geográfica
Se encuentran en Norteamérica.